# (1775) Zimmerwald
(1775) Zimmerwald – planetoida z grupy pasa głównego planetoid okrążająca Słońce w ciągu 4 lat i 72 dni w średniej odległości 2,6 au. Została odkryta 13 maja 1969 roku w Observatorium Zimmerwald w Szwajcarii przez Paula Wilda. Nazwa planetoidy pochodzi od miejscowości Zimmerwald w Szwajcarii. Przed nadaniem nazwy planetoida nosiła oznaczenie tymczasowe (1775) 1969 JA.